# Chorisembia howdeni
Chorisembia howdeni är en insektsart som beskrevs av Ross 2003. Chorisembia howdeni ingår i släktet Chorisembia och familjen Anisembiidae. Inga underarter finns listade i Catalogue of Life.